# Copa de Hockey de Kazajistán 2022
La Copa de hockey sobre hielo de Kazajistán 2022, llamada oficialmente como Qazaqstan Respýblikasyny Kýbogyń y por motivos de patrocinio Parimatch Qazaqstan Kýbogy es una competición de copa de hockey sobre hielo kazaja, organizada por la Pro Hokei Ligasy. 

## Sistema de competición
Los 12 equipos participantes se dividen en 3 grupos de 4 equipos cada uno, jugando todos contra todos en su respectivo grupo. Tras finalizar la ronda de grupos, los equipos de cada grupo se ordenan según: 
1. Puntos obtenidos
2. Cantidad de victorias en tiempo regular
3. Cantidad de victorias en tiempo extra o shootouts
4. Cantidad de derrotas en tiempo extra o shootouts
5. Enfrentamiento directo entre los equipos
6. Goles anotados
7. Diferencial de goles

Los dos mejores equipos de cada grupo clasificarán a los playoffs, en donde se enfrentarán desde los cuartos de final hasta la final, definiendo al campeón de Copa de Kazajistán. 

## Equipos participantes
| Equipo             | Estadio                                  | Capacidad | Ciudad    | Provincia                | País       |
| ------------------ | ---------------------------------------- | --------- | --------- | ------------------------ | ---------- |
| HC Aktöbe          | Palacio de Deportes de Aktobe            | 2,348     | Aktobé    | Aktöbé                   | Kazajistán |
| HC Almaty          | Palacio Deportes y Cultura Baluan Sholak | 5,000     | Alma Ata  | Almatý                   | Kazajistán |
| HC Arlan Kokshetau | Arena Burabay                            | 1,500     | Kokshetau | Akmola                   | Kazajistán |
| Beibarys Atyrau    | Palacio de Hielo Khiuaz Dospanova        | 800       | Atirau    | Atirau                   | Kazajistán |
| Ertis Pavlodar     | Palacio de Hielo de Astaná               | 2,800     | Pavlodar  | Pavlodar                 | Kazajistán |
| Gornyak Rudny      | Palacio de Hielo Rudnıy                  | 1,500     | Rudny     | Kostanay                 | Kazajistán |
| Humo Tashkent      | Domo de Hielo Humo                       | 12,500    | Taskent   | Taskent                  | Uzbekistán |
| Kazzinc-Torpedo    | Palacio de Deportes Boris Alexandrov     | 4,310     | Öskemen   | Kazajistán Oriental      | Kazajistán |
| Nomad Nur-Sultan   | Palacio de Deportes de Kazajistán        | 4.070     | Astaná    | Astaná                   | Kazajistán |
| Qulager Petropavl  | Palacio de Deportes Alexander Vinokourov | 1,000     | Petropavl | Kazajistán Septentrional | Kazajistán |
| Saryarka Karagandá | Arena Karagandá                          | 5,500     | Karagandá | Karagandá                | Kazajistán |
| Snezhyne Barsy     | Palacio de Deportes de Kazajistán        | 5,500     | Astaná    | Astaná                   | Kazajistán |

## Fase de grupos[1]

### Grupo A

#### Tabla de posiciones
|                   | Desempeño | Desempeño | Desempeño | Desempeño | Desempeño | Desempeño | Desempeño | Desempeño | Desempeño | Goles | Goles | Goles | Goles | Goles | Goles | Disciplina | Disciplina | Disciplina |
| Equipo            | PJ        | PG        | PGE       | PGS       | PPS       | PPE       | PP        | PTS       | EFF       | GF    | GC    | DG    | PGF   | PGC   | DP    | JP         | PC         | DM         |
| ----------------- | --------- | --------- | --------- | --------- | --------- | --------- | --------- | --------- | --------- | ----- | ----- | ----- | ----- | ----- | ----- | ---------- | ---------- | ---------- |
| Saryarka          | 3         | 1         | 0         | 1         | 1         | 0         | 0         | 5         | 83.33%    | 7     | 6     | +1    | 2.3   | 2.0   | +0.3  | 36         | 42         | -8         |
| HC Aktöbe         | 3         | 1         | 0         | 1         | 0         | 0         | 1         | 4         | 66.67%    | 7     | 8     | -1    | 2.3   | 2.7   | -0.4  | 36         | 48         | -12        |
| Humo Taskent      | 3         | 1         | 0         | 0         | 1         | 1         | 0         | 4         | 66.67%    | 9     | 8     | +1    | 3.0   | 2.7   | +0.3  | 40         | 43         | -3         |
| Qulager Petropavl | 3         | 0         | 1         | 0         | 0         | 0         | 2         | 2         | 33.33%    | 5     | 6     | -1    | 1.7   | 2.0   | -0.3  | 47         | 26         | +21        |

#### Resultados
|                   | AKT   | HUM   | KAR   | QUL   |
| ----------------- | ----- | ----- | ----- | ----- |
| HC Aktöbe         | —     | 2 - 5 |       | 2 - 1 |
| Humo Taskent      |       | —     |       | 2 - 3 |
| Karaganda         | 2 - 3 | 3 - 2 | —     |       |
| Qulager Petropavl |       |       | 1 - 2 | —     |

### Grupo B

#### Tabla de posiciones
|                 | Desempeño | Desempeño | Desempeño | Desempeño | Desempeño | Desempeño | Desempeño | Desempeño | Desempeño | Goles | Goles | Goles | Goles | Goles | Goles | Disciplina | Disciplina | Disciplina |
| Equipo          | PJ        | PG        | PGE       | PGS       | PPS       | PPE       | PP        | PTS       | EFF       | GF    | GC    | DG    | PGF   | PGC   | DP    | JP         | PC         | DM         |
| --------------- | --------- | --------- | --------- | --------- | --------- | --------- | --------- | --------- | --------- | ----- | ----- | ----- | ----- | ----- | ----- | ---------- | ---------- | ---------- |
| Arlan Kokshetau | 3         | 2         | 1         | 0         | 0         | 0         | 0         | 6         | 100%      | 13    | 4     | +9    | 4.3   | 1.3   | +3.0  | 100        | 75         | +25        |
| Gornyak Rudny   | 3         | 2         | 0         | 0         | 0         | 1         | 0         | 5         | 83.33%    | 18    | 9     | +9    | 6.0   | 3.0   | +3.0  | 123        | 137        | -14        |
| HC Almaty       | 3         | 1         | 0         | 0         | 0         | 0         | 2         | 2         | 33.33%    | 7     | 10    | -3    | 2.3   | 3.3   | -1.0  | 97         | 94         | +3         |
| Kazzinc-Torpedo | 3         | 0         | 0         | 0         | 0         | 0         | 3         | 0         | 0.00%     | 3     | 18    | -15   | 1.0   | 6.0   | -5.0  | 50         | 64         | -14        |

#### Resultados
|                 | ALM   | ARL   | GOR   | KAZ   |
| --------------- | ----- | ----- | ----- | ----- |
| HC Almaty       | —     |       | 2 - 6 |       |
| Arlan Kokshetau | 3 - 0 | —     |       | 5 - 0 |
| Gornyak Rudny   |       | 4 - 5 | —     | 8 - 2 |
| Kazzinc-Torpedo | 1 - 5 |       |       | —     |

### Grupo C

#### Tabla de posiciones
|                 | Desempeño | Desempeño | Desempeño | Desempeño | Desempeño | Desempeño | Desempeño | Desempeño | Desempeño | Goles | Goles | Goles | Goles | Goles | Goles | Disciplina | Disciplina | Disciplina |
| Equipo          | PJ        | PG        | PGE       | PGS       | PPS       | PPE       | PP        | PTS       | EFF       | GF    | GC    | DG    | PGF   | PGC   | DP    | JP         | PC         | DM         |
| --------------- | --------- | --------- | --------- | --------- | --------- | --------- | --------- | --------- | --------- | ----- | ----- | ----- | ----- | ----- | ----- | ---------- | ---------- | ---------- |
| Ertis Pavlodar  | 3         | 2         | 0         | 0         | 0         | 0         | 1         | 4         | 66.67%    | 8     | 8     | 0     | 2.7   | 2.7   | 0.0   | 38         | 56         | -18        |
| Beibarys Atyrau | 3         | 2         | 0         | 0         | 0         | 0         | 1         | 4         | 66.67%    | 14    | 4     | +10   | 4.7   | 1.3   | 3.4   | 52         | 34         | +18        |
| Nomad Nursultán | 3         | 1         | 0         | 1         | 0         | 0         | 1         | 4         | 66.67%    | 7     | 7     | 0     | 2.3   | 2.3   | 0     | 36         | 57         | -21        |
| Snezhyne Barys  | 3         | 0         | 0         | 0         | 1         | 0         | 2         | 1         | 16.67%    | 4     | 14    | -10   | 1.3   | 4.7   | -3.4  | 63         | 42         | +21        |

#### Resultados
|                 | BEI   | ERT   | NOM   | SNE   |
| --------------- | ----- | ----- | ----- | ----- |
| Beibarys Atyrau | —     | 2 - 4 | 4 - 0 |       |
| Ertis Pavlodar  |       | —     |       | 3 - 2 |
| Nomad Nursultán |       | 4 - 1 | —     |       |
| Snezhyne Barsy  | 0 - 8 |       | 2 - 3 | —     |

## Fase de playoffs

### Semifinales
| Fecha | Hora  | Partido            | Partido | Partido        | Resultado |
| ----- | ----- | ------------------ | ------- | -------------- | --------- |
| 31.08 | 13:00 | Arlan Kokshetau    | -       | Gornyak Rudny  | 7 - 0     |
| 31:08 | 15:00 | Saryarka Karagandá | -       | Ertis Pavlodar | 7 - 5     |

### Final
| Fecha | Hora  | Partido         | Partido | Partido            | Resultado |
| ----- | ----- | --------------- | ------- | ------------------ | --------- |
| 01.09 | 13:00 | Arlan Kokshetau | -       | Saryarka Karagandá | 0 - 3     |

| Campeón de Copa 2022 Saryarka Karagandá 3° título. |